# Нестор (Сапсай)
Епи́скоп Не́стор (в миру Николай Сергеевич Сапсай; 24 мая 1931, Ичня, Черниговская область, УССР — 5 ноября 2004, Краснодар) — епископ Русской православной церкви, епископ Петропавловский и Камчатский (1994—1997).

## Биография
родился 24 мая 1931 года в городе Ичня Черниговской области в семье псаломщика-регента. По окончании средней школы поступил в музыкальное училище на дирижерско-хоровое отделение. С 1948 по 1951 совмещал с учебой работу псаломщика и регента в городе Бахмаче Черниговской области.
В 1951 году по благословению митрополита Киевского и всея Украины Иоанна поступил и в 1955 году окончил Одесскую семинарию, в 1959 году — со степенью кандидата богословия Московскую духовную академию.
На последнем курсе Академии, в 1958 году, вступил в брак.
В 1959 году был направлен преподавателем в Ставропольскую семинарию, а после её закрытия в 1960 году — в Саратовскую семинарию.
С 1962 года — секретарь в Орловской и Брянской епархии и регент кафедрального собора.
В 1965 году против Николая Сапсая было сфабриковано уголовное дело, и ему почти год пришлось провести в заключении. После вынесения оправдательного приговора и возвращения из мест заключения подал прошение на принятие сана.

### Священник
27 сентября 1966 года митрополитом Орловским и Брянским Палладием (Шерстенниковым) рукоположён во диакона, а 28 сентября — в сан священника.
8 октября 1966 года в день памяти Преподобного Серия Радонежского Патриарх Алексий I возложил на иерея Николая наперсный крест и вручил ему медаль Троице-Сергиевой Лавры.
Назначен настоятелем Орловского кафедрального собора.
В 1971 году протоиерей Николай Сапсай принял участие в Поместном Соборе Русской Православной Церкви как представитель Орловской и Брянской епархии. Избирается в секретариат Собора.
В 1974 году по представлению митрополита Палладия был награждён митрой перед Пасхой.
В 1987 году по представлению епископа Орловского Глеба (Смирнова) в связи с 50-летним юбилеем награждён правом ношения двух крестов. Патриарх Пимен сопроводил награждение такими словами, обращёнными к Преосвященному Владыке Глебу: «Иметь такого секретаря — это находка».
В 1989 году был главным участником открытия мощей святителя Тихона Задонского, которые находились в подвалах краеведческого музея города Орла.
В 1989 году, после смерти матушки Алевтины, протоиерей Николай в 1991 году перешёл в клир Краснодарской епархии и назначен настоятелем Троицкого собора в Краснодаре.
За время своего священнического служения составил цикл проповедей (в рукописях) на весь богослужебный круг.

### Епископ Петропавловский и Камчатский
26 декабря 1993 года Священный Синод постановил вдовому митрофорному протоиерею Николаю быть епископом воссозданной незадолго до этого Петропавловской и Камчатской епархии.
2 января 1994 года принял монашеский постриг с наречением имени Нестор, в честь священномученика Нестора, епископа Магиддийского, и был возведён в сан архимандрита.
5 марта 1994 года в Богоявленском кафедральном соборе Москвы наречён во епископа Петропавловского и Камчатского. Наречение совершили: митрополит Крутицкий и Коломенский Ювеналий (Поярков), архиепископ Краснодарский и Новороссийский Исидор (Кириченко), епископ Можайский Григорий (Чирков), епископ Орловский и Ливенский Паисий (Самчук), епископ Истиринский Арсений (Епифанов). 6 марта 1994 года там же и теми же архиереями хиротонисан во епископа Петропавловского и Камчатского. После хиротонии митрополит Ювеналий вручил епископу Нестору жезл митрополита Нестора (Анисимова), первого епископа Петропавловского и Камчатского.
Как отмечалось в издании «Религиозно-общественная жизнь российских регионов» Кестонского института, к тому времени «плоды работы православной миссии, активно начатой в начале XX в. и прерванной советской властью, исчезли практически бесследно. Православная Церковь вынуждена начинать свою жизнь на Камчатке с нуля. Отсутствие всяких религиозных корней и даже исторической памяти о своём прошлом на Камчатском полуострове объясняется не только его удалённостью от остального материка и труднодоступностью, но и тем, что большинство русского населения — это приезжие люди, присланные со всех уголков России для работы в пограничной области». К моменту приезда епископа Нестор в Петропавловск-на-Камчатке в епархии было три действующих прихода и четыре священника. Епископ Нестор умножал количество приходов, призывая к пастырскому служению местных прихожан.
Активную деятельность епископа прервал случившийся в декабре 1996 года тяжелейший инфаркт. После перенесённого инфаркта владыка Нестор по рекомендации врачей переехал в Майкоп и совершал богослужения в Успенском храме города Лабинска.

### На покое
17 июля 1997 года Священный Синод, «принимая во внимание многочисленные прошения Преосвященного Нестора», уволил его на покой по состоянию здоровья.
29 декабря 1998 года Священный Синод не удовлетворил рапорт епископа Нестора о предоставлении ему возможности несения архипастырского служения на кафедре.
В 1998 году принимал деятельное участие в Иннокентиевских чтениях в Сочи: выступил с докладом пастырско-апологетического содержания.
7 мая 2003 года в связи с прошением епископа Нестора о возможности назначения его на вакантную епархию Священный Синод постановил: «Преосвященному епископу Нестору с учётом перенесённых серьёзных заболеваний благословить продолжить пребывание на покое».
Скончался 5 ноября 2004 года после операции. Отпевание состоялось 7 ноября в Успенском храме города Лабинска; его совершили митрополит Краснодарский и Кубанский Исидор (Кириченко), в сослужении епископа Майкопского и Адыгейского Пантелеймона, при участии многочисленного сонма духовенства Краснодарской епархии. Погребён у алтарной стены Лабинского Успенского храма.

## Публикации
- Митрополит Орловский и Брянский Палладий [некролог] // Журнал Московской Патриархии. 1976. — № 7. — С. 23-24.
- Награждение церковных деятелей Орловской епархии // Журнал Московской Патриархии. 1978. — № 4. — С. 45.
- Хроника: Орловская епархия // Журнал Московской Патриархии. 1979. — № 7. — С. 37.
- Сообщения из епархий: Орловская епархия // Журнал Московской Патриархии. 1980. — № 9. — С. 57-58.
- Собрание клира Орловской епархии // Журнал Московской Патриархии. 1984. — № 9. — С. 57.
- Архиепископ Орловский и Брянский Варфоломей [некролог] // Журнал Московской Патриархии. 1988. — № 10. — С. 31-32.

## Награды
Русская Православная Церковь
- наперсный крест (8 октября 1966)
- медаль Троице-Сергиевой Лавры (8 октября 1966)
- митра (1974)
- Ордена святого князя Владимира всех степеней
- Орден преподобного Сергия Радонежского 2-й и 3-й степени
- Орден святого благоверного князя Даниила Московского
- право ношения двух крестов (1987)

Элладская Православная Церковь
- орден свв. Кирилла и Мефодия
- серебряная медаль апостола Андрея Первозванного